# Charles Kassman
Charles Bruno Kassman, född 28 oktober 1939 i Norrtälje församling i Stockholms län, död 21 september 2000 i Nacka församling i Stockholms län, var en svensk journalist och författare.

## Biografi
Charles Kassman var son till författaren Gunnar Kassman och Mait Magnusson (omgift Malmborg) samt brorson till Stig Kassman och brorsons son till bankiren Gunnar Kassman. Han växte upp på Söder i Stockholm och gick till sjöss vid 16 års ålder. Han arbetade därefter inom diverse olika yrken samtidigt som han frilansade som skribent. År 1960 blev han journalist på heltid då han började på Bohusläningen i Uddevalla varefter han verkade vid Jönköpings-Posten, Göteborgs-Tidningen och Västgötademokraten.
Han var informationschef på Karlstads kommun och kultursekreterare i Värmlands läns landsting 1975–1979. Återkommen till Stockholm fortsatte han inom journalistiken bland annat vid Tidens förlag och på Arbetarrörelsens internationella centrum (AIC), som redaktör för dess bulletin. Bland hans uppdrag märks intervjun med fackföreningsledaren Lech Walesa på det ockuperade Leninvarvet i Gdansk i Polen. Kassman var en av de första journalisterna från väst som tog sig in. Senare kom han framför allt att bevaka Latinamerika. I mitten av 1980-talet tog författarskapet över allt mer i hans gärning. Han gav bland annat ut en biografi om Per Anders Fogelström 1986 och en bok om Arne Geijer 1989.

## Familj
Charles Kassman var 1961–1964 gift med Gun Jakobsson (1937–2010) och 1964–1977 med Lena Hagman (1941–2009). Han levde sedan med studierektor Hagar Palmaer (1936–1996), dotter till riksdagsmannen Gustav Johansson och kvinnorättsaktivisten Eva Palmaer. De var först gifta 1986–1987 och därefter sambo fram till hennes död. Han fick sammanlagt tre barn i de två första äktenskapen.